# 5160 Camoes
Az 5160 Camoes (ideiglenes jelöléssel 1979 YO) a Naprendszer kisbolygóövében található aszteroida. Henri Debehogne, Netto, E. R. fedezte fel 1979. december 23-án.